# 三重门
《三重门》是中国新锐作家韩寒所著的第一部长篇小说。第一版于2000年由作家出版社出版。由曹文轩为之作序。并且从发行至今，印刷次数超过45次，销量超过500万。据方舟子等人的全面揭露分析，《三重门》乃韩寒父亲韩仁均所写。

## 故事大纲
该小说的故事围绕着一个叫作林雨翔的初三学生展开。林雨翔是一个自幼在父亲逼迫下熟读很多文言文经典作品的“天才少年”。在初三这最后一个学期里，由于其语文水平受到新任语文老师马德保的赏识，顺利进入了梦寐以求多年的该校文学社（主要是冲着文学社的社团旅游）。在一次文学社组织的周庄之行中，结识了学校里品学兼优的校花Susan，并为之心动。然而随着中考的临近，林雨翔在学业压力的缝隙里，想尽一切方法接近Susan。然而在中考中，Susan意外落榜，没能考上期望的市南三中，而林雨翔却借着母亲的关系交钱进了市南三中。尽管百般不愿，林雨翔还是在父母的催促之下，离开了Susan，来到了市南三中求学。在现行的应试教育的模式下，林雨翔无法找到自己的位置，茫然不知所措。经历了一系列无奈的误会，林雨翔被Susan误解为自暴自弃不求上进，并且又被学校记了大过处分。于是在一片茫然之中，林雨翔陷入了进退两难的境地，懵懵然看不见前进的方向……

## 特色与评价
韩寒在完成此书时尚不足20岁，但是该书中文字的智慧与老练与其年龄看上去非常不符。韩寒在文中用非常幽默辛辣的语言对时下的应试教育模式中的学生、家长、老师画了个芸芸众生像。并且也在有意无意中对社会上很多虚伪丑陋的现象进行了嬉笑怒骂。很多书评认为韩寒的这篇小说中的文字受钱锺书的影响颇深，韩寒本人也在一篇博客文章中承认“《三重门》其实还是比较做作的模仿《围城》”。。
关于本书的评价，也是存在正反两极。作家出版社的编辑袁敏称赞该书“行文似有《红楼梦》的格局，它的用笔又有《围城》的韵味，它的语言藏龙卧虎、吸古纳典，语言本身有细节、有性格、有生命，充满灵性”。然而持反对意见的比如诗人沈浩波就认为《三重门》在文学意义上不过就是“小儿科的牙牙学语”。值得注意的是韩寒自己对本书的评论：“《三重门》是一部我倾注了很大心血的书，所以我不容许任何所谓专家教授权威学者之类没有看过就发表评论。”
尽管关于本书的争论没有停止，但是它在市场上超过500万本销量也确实显示出它在年轻读者群体中受欢迎的程度。
三重门出版后在各界引起了巨大反响，韩寒称自己是完完全全彻彻底底反对现在教育制度的小混混，该书对中国现行教育体制持否定态度。此书对中国教育部高层触动不大，但堪称向应试教育宣战的檄文。小说结尾的一段思考既是主人公的悲哀，也是中国现行应试教育的悲哀（也许放开这纷纷扰扰会自在一些，但不能放开——比如手攀住一块凸石，脚下是深渊，明知爬不上去，手又痛得流血，不知道该放不该放，一张落寞的脸消融在夕阳里），是中华大地千万学子的心声 。
该书为韩寒高一时在学校完成的长篇小说，相当一部分段落是在各科课堂上写下的。

## 争议
2012年1月，博客麥田發表文章指證「人造韓寒」，其後著名打假鬥士方舟子力證《三重門》並不是韓寒所作。按方舟子、石毓智等人的分析，《三重门》为韩仁均所写。

## 电视剧
该书的同名电视剧于2003年拍摄完毕（8集）。但是由于电视剧内容与原作有较大出入，被原作者韩寒痛斥为“简直差到难以用语言表达”。